# Hockey Club Asiago
(Andrea Gios, ex sindaco di Asiago, ex capitano dell'Asiago Hockey e presidente della FISG)
L'Hockey Club Asiago, già Asiago Hockey 1935 e Asiago Hockey Associazione Sportiva, è una squadra di hockey su ghiaccio di Asiago che disputa la Alps Hockey League. Dal 2022 al 2025 ha militato in ICE Hockey League, la massima serie del campionato a carattere internazionale gestito dalla federazione di hockey austriaca e membro di Hockey Europe. 
Asiago ha partecipato fino alla stagione 2021-2022 nel campionato italiano e, per numero di scudetti vinti, è il quarto centro hockeystico d'Italia ed è la terza squadra per numero di presenze in serie A. È inoltre tra le più antiche società di hockey su ghiaccio italiane ed è la seconda squadra per numero di finali playoff disputate.

Nella sua storia l'Asiago ha disputato 16 finali scudetto (considerando anche i gironi finali della stagione 1951-52 e della stagione 2021-22), vincendone otto. Otto anche i terzi posti. Vanta anche tre finali playoff di Alps Hockey League con la vittoria di due titoli nella competizione internazionale. Nella bacheca stellata anche 3 coppe Italia e 6 supercoppe italiane.
Le partecipazioni ai gironi di Continental Cup (di cui uno annullato) sono invece 10 (record per le squadre di club italiane), con la Super Final raggiunta per quattro volte.

## Storia
(Luca Rigoni)
(Marko Šakić, allenatore della nazionale croata di hockey su ghiaccio durante i mondiali U18 disputati ad Asiago nel 2025)

Una partita disputata sul laghetto Lumera, pista utilizzata dal 1935 al 1950.

All'inizio del XX secolo, sull'Altopiano dei Sette Comuni, iniziò a diffondersi tra i giovani l'abitudine di utilizzare le superfici ghiacciate, come il Laghetto Lumera, per praticare il pattinaggio su ghiaccio, utilizzando rudimentali attrezzature composte da lame d'acciaio fissate agli scarponi.

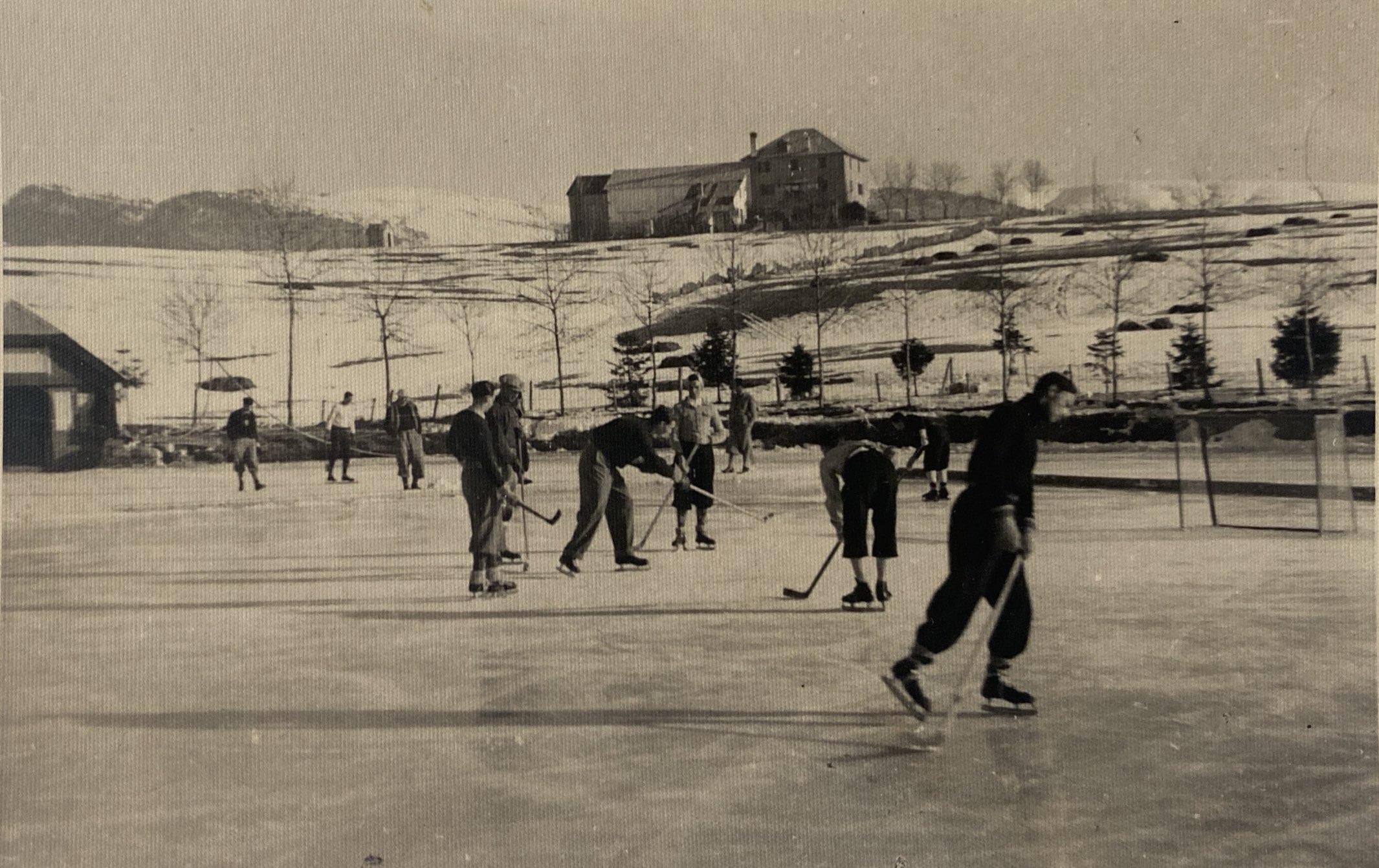
I primi allenamenti dell'Asiago Hockey Club guidati da Giuseppe Timpano.

Quella che inizialmente era un'attività ricreativa si trasformò gradualmente in uno sport sempre più organizzato, attirando l'interesse della comunità locale. Verso la fine del 1934, il Cavaliere Edoardo Carli promosse la formazione di un gruppo di giovani con l'obiettivo di avviarli alla pratica dell'hockey su ghiaccio. Con l'aiuto dell'Azienda di Soggiorno, Carli contribuì alla fondazione dell'Asiago Hockey Club, che divenne parte dell'Unione Sportiva Asiago fondando così ufficialmente la società nel 1935. Per dotare la nuova società delle attrezzature necessarie, Carli si recò a Milano, centro dell'hockey italiano dell'epoca grazie alla squadra dei Diavoli Rossoneri. Acquistò pattini, stecche, protezioni e divise, e ottenne dalla Federazione Italiana Hockey la promessa di inviare un allenatore qualificato. Nel gennaio del 1935, sull'altopiano giunse Giuseppe Timpano, ex atleta dei Diavoli Rossoneri, che diresse i primi, storici allenamenti sulla pista naturale. Grazie all'impegno di Carli, divenuto il primo presidente della società, e alla dedizione dei giocatori – spesso studenti e lavoratori che si allenavano di mattina presto per sfruttare il gelo – l'Asiago disputò la sua prima partita nel febbraio del 1935, mentre il primo incontro ufficiale si tenne nel gennaio del 1936 contro la compagine del GUF Padova (Giovani Universitari Fascisti di Padova).
Complici anche gli eventi bellici, la prima volta dell'Asiago in Serie A è del 1947 e vi rimarrà per 7 anni, disputando, tra l'altro, nella stagione 1951/52 la prima finale scudetto della sua storia, persa nel girone finale giocato contro Milano-Inter, Diavoli Rosso-Neri ed Auronzo. Retrocederà in serie B nella stagione 1953/54 dopo aver perso lo spareggio col Torino. 
Il ritorno nella massima serie sfuggirà agli stellati in più occasioni: dopo la retrocessione l'Asiago vincerà per due volte consecutive la serie B, ma avrà la peggio negli spareggi promozione e in seguito scenderà addirittura in serie C (allora chiamato Torneo di Promozione), mancando la risalita nel campionato cadetto più volte, sempre a causa degli spareggi promozione. Il ritorno in A avverrà dopo 16 anni, nel 1970: da allora la squadra ha sempre militato nella massima divisione del campionato nazionale, eccezion fatta per la stagione 1976/77 quando venne retrocessa d'ufficio in serie B per la mancanza di una pista artificiale (il pala Hodegart venne costruito proprio in quell'anno).

Mario Simioni (a sinistra) - top scorer di sempre dell'Asiago - e Lucio Topatigh (a destra) - considerato il più forte giocatore di scuola italiana di tutti i tempi - con la maglia dell'Asiago (stagione 1985/86)

Dopo due terzi posti nelle stagioni 1981/82 e 1982/83, la seconda finale scudetto (la prima dall'introduzione dei playoff), persa contro il milionario Merano, è del 1985/86. La terza finale (anch'essa persa) è della stagione 1989/90, aggiudicatasi dal Bolzano dopo un'interminabile serie di rigori (ben 27) nella decisiva gara-3.
L'anno successivo, nel 1991, l'Asiago si aggiudicherà il suo primo trofeo, ai danni dei cugini dell'Alleghe: la coppa Italia, competizione che fino ad allora era stata proposta solamente altre 2 volte.
Nella stagione 1999/00 l'Asiago, partito coi favori del pronostico, si deve nuovamente arrendere al Bolzano in finale nonostante il dominio assoluto del campionato. Lo scudetto (il primo della storia altopianese) verrà comunque conquistato l'anno venturo (2000/01) contro il Milano (segnano ai rigori, nella decisiva gara-4, Lucio Topatigh -con il legamento del ginocchio rotto- Giorgio De Bettin, Patrick Deraspe ed Alexandr Galchenyuk), stessa compagine alla quale strappa, nello stesso anno, la seconda coppa Italia (ancora una volta rete decisiva ai rigori del bielorusso Alexandr Galchenyuk). Si aprirà proprio in questi anni un acceso confronto agonistico tra la squadra dell'Altopiano e la formazione meneghina che si contenderanno il dominio del campionato nei successivi 5 anni.
Nella stagione seguente l'Asiago conquisterà la sua terza coppa Italia. Nelle stagioni 2002/03 e 2003/04 l'Asiago giunge altre due volte in finale, ma viene sconfitto in entrambe le occasioni, in 6 gare, dal Milano. Sempre nel 2003 perde ai rigori, nuovamente contro i Vipers di Milano, anche la finale della coppa Italia. Nel 2003 vince a Milano la prima Supercoppa italiana.
La stagione 2007/08 si apre tragicamente per l'Asiago: il 27 settembre 2007, durante la prima partita di campionato, il giocatore italo-canadese Darcy Robinson, difensore di stecca destra, muore sul ghiaccio per un improvviso attacco di cuore. 

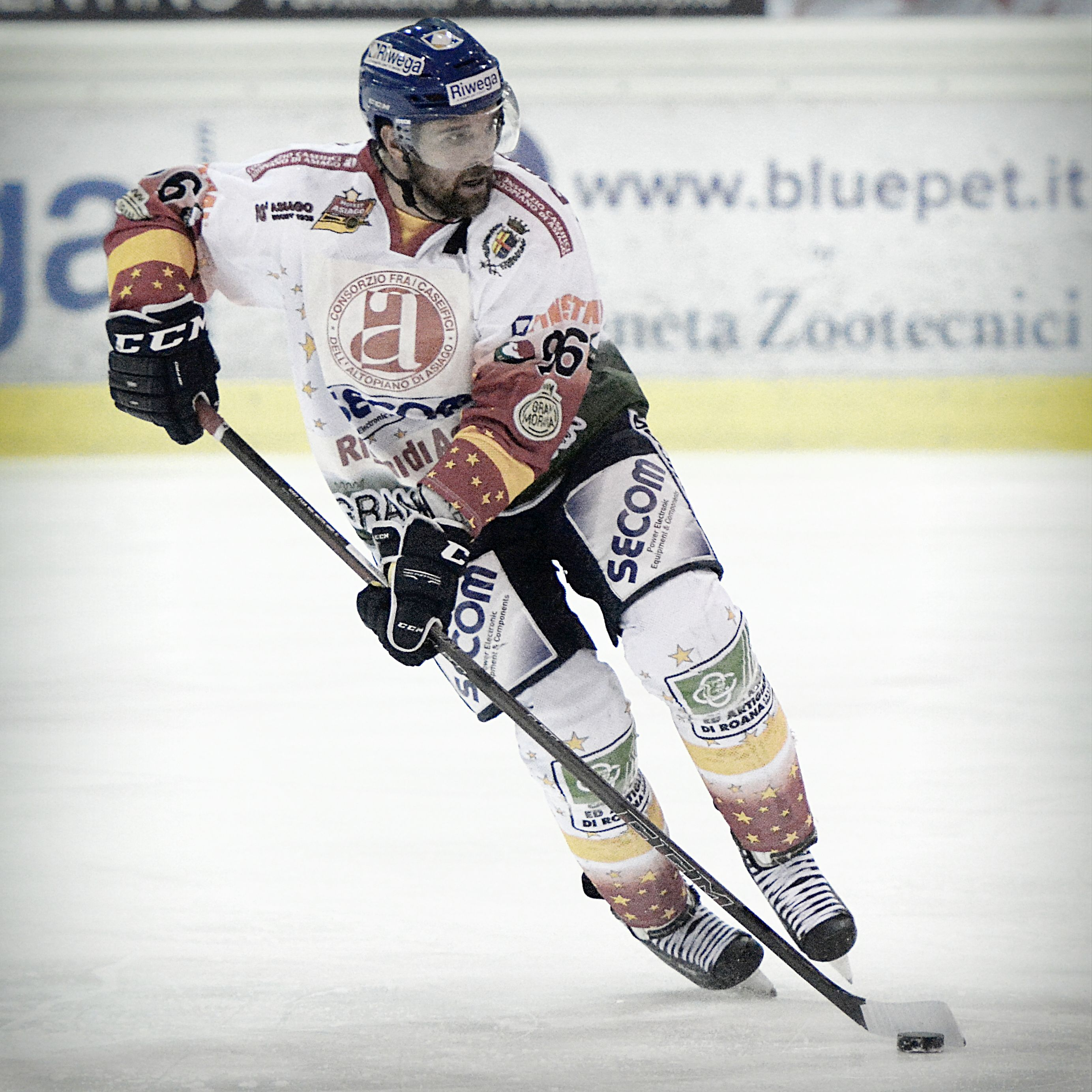
Michele Strazzabosco alle sue ultime apparizioni da giocatore: con la maglia dell'Asiago - coppe nazionali e competizioni europee escluse - giocherà oltre 700 partite

Nella stagione 2009/10, l'HC Asiago è tornato a disputarsi una nuova finale scudetto, questa volta contro l'SV Renon, vincendo il titolo senza perdere nessuna partita della serie best of seven. La stagione seguente (2010/11) si apre con una sconfitta per gli stellati: il Renon si aggiudica infatti la Supercoppa Italiana vincendo all'Hodegart con il risultato di 0-3. L'anno dopo la squadra riesce a centrare nuovamente la finale che l'Asiago vince contro il Val Pusteria, rimontando la serie dallo 0-2 al 4-2 (gol decisivo in gara-6 con la rete della sudden death di Ralph Intranuovo dopo ben 31' di overtime) e dopo aver anche ribaltato la serie best of seven che la vedeva sotto di 3 gare ad 1 nella semifinale giocata contro il Bolzano, nonostante le numerose assenze. L'Asiago vince così il secondo scudetto consecutivo.
La stagione seguente l'Asiago è riuscito a centrare l'obiettivo della Super Final di Continental Cup.
Nella stagione 2012/13, dopo aver battuto campioni e vicecampioni d'Italia, in finale l'Asiago sfida il Valpellice, squadra alla sua prima finale scudetto e che solo 7 anni prima era farm-team proprio dell'Asiago ma che comunque aveva vinto, pochi mesi prima della finale, il suo primo trofeo, la coppa Italia. La serie si chiude a gara-5 nel palaghiaccio olimpico di Torre Pellice dove l'Asiago batte i padroni di casa per 6-5 all'overtime, le quattro vittorie degli stellati contro la sola vittoria del Valpellice ottenuta in gara-3 regalano così all'Asiago il suo quarto titolo, terzo in quattro anni.
La stagione 2013/14 (la cinquantesima nel massimo livello del campionato italiano per l'Asiago) ha visto gli stellati giocare, per la seconda volta nella loro storia, la SuperFinal di Continental Cup.
Nella stagione 2014/15 l'Asiago tornò, dopo un solo anno, a disputarsi una nuova finale scudetto, la decima della propria storia nei playoff. In finale l'Asiago incontrerà il Renon campione d'Italia in carica e detentore anche dell'ultima coppa Italia. Il 9 aprile 2015, vincendo per 4 a 2 la settima partita di finale, i vicentini scuciono lo scudetto dalle maglie del Renon e si laureano per la quinta volta campioni d'Italia.
La stagione 2015-16 si è aperta con la conquista della terza supercoppa e l'iscrizione in Alps Hockey League. Nel secondo ano di AHL l'Asiago vince il torneo transfrontaliero. L'anno successivo l'Asiago, per il machiavellico regolamento, perde la finale scudetto nonostante la vittoria per 6-3 contro il Renon.
L'anno successivo l'Asiago conquista il sesto scudetto della propria storia mentre il campionato di AHL viene definitivamente interrotto a causa della Pandemia di COVID-19 del 2019-2020 nel mondo che obbliga a sospendere pressoché tutte le discipline sportive in programma a livello internazionale.
Il campionato 2020/21 vede la vittoria del settimo scudetto e contestualmente l'Asiago approda nuovamente in finale di Alps Hockey League, ma perde 3-0 la sfida contro il Lubiana.
L'anno venturo l'Asiago vince due supercoppe italiane consecutive (viene infatti disputata anche la finale di due anni prima rinviata per l'epidemia di COVID-19) e vince ancora lo scudetto superando il Renon (nonostante una clamorosa svista degli arbitri che non vedono un gol segnato proprio nell'ultima partita della serie) e vince pure la AlpsHockey League dopo essere approdato nuovamente in finale ancora con una squadra slovena: la sfida contro lo Jesenice si decide solo a gara-5.

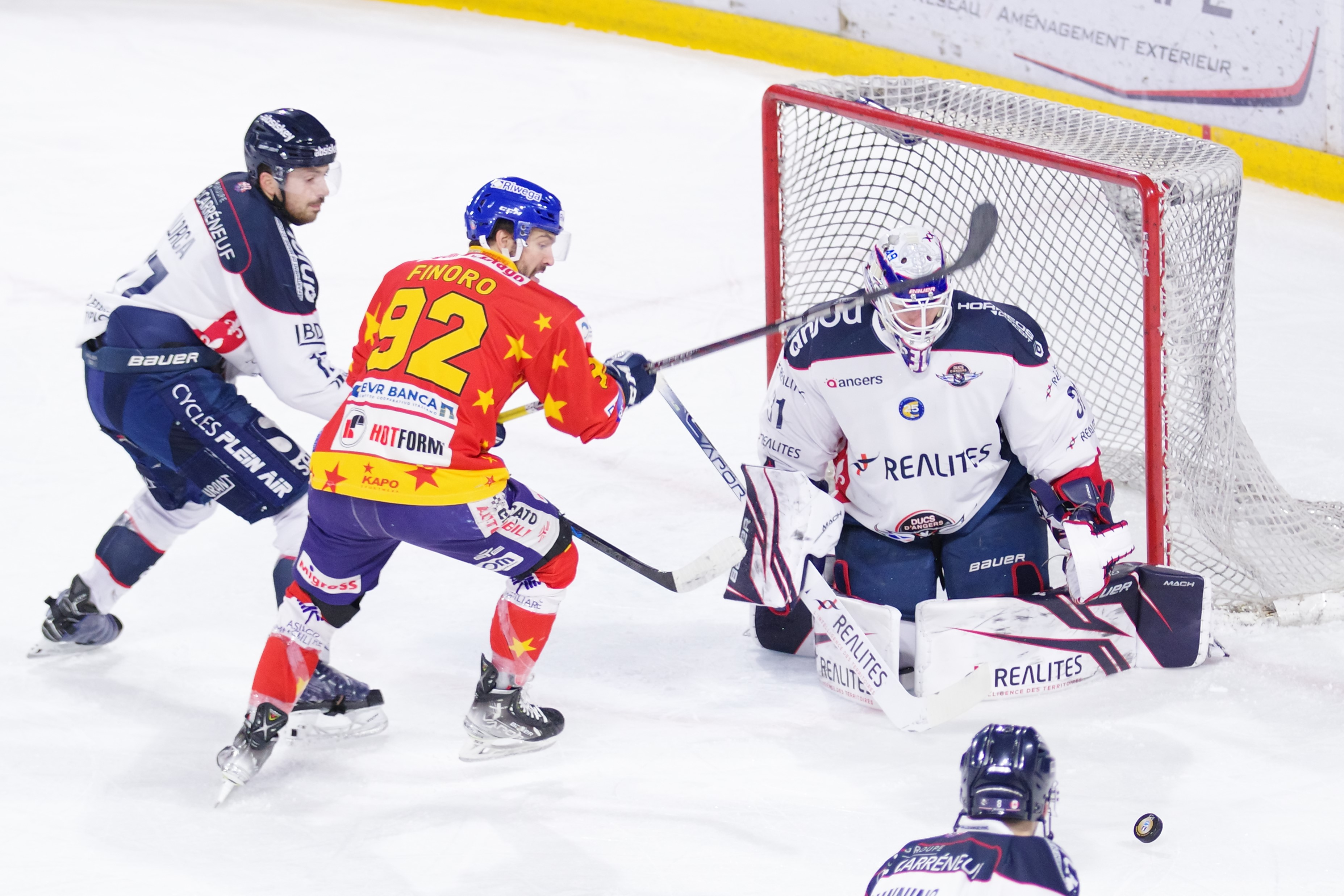
Asiago Hockey - Ducs d'Angers alla SuperFinal della Continental Cup 2023

Nella stagione successiva gli stellati chiedono ed ottengono l'iscrizione in ICE Hockey League, la lega sovranazionale di livello superiore alla AHL, dove già erano iscritte altre due compagini italiane (Bolzano e Val Pusteria). La decisione della società viene presa per poter dare la possibilità alla squadra di partecipare a un campionato di maggior prestigio e visibilità. L'esordio è positivo perché i vicentini riescono a vincere la prima partita di campionato giocando fuori casa a Graz contro i Graz 99ers. Al termine della stagione la squadra si piazza al 9º posto accedendo così ai pre-playoff dove però viene eliminata dagli ungheresi dell'Alba Volán Sportclub di Székesfehérvár mentre in Continental Cup Asiago giunge in SuperFinal ottenendo però l'ultima piazza.
Anche nei due campionati successivi l'Asiago riesce ad evitare l'ultimo posto in classifica, nonostante fosse la squadra col budget inferiore a tutte le partecipanti al torneo transfrontaliero. Tuttavia, nell'ultimo campionato, a causa di problemi finanziari e del mancato adeguamento dell'impianto di gioco, la società giallorossa verrà esclusa dalla ICE Hockey League. Verrà quindi a formarsi una nuova dirigenza, con nuovi soci che chiederanno alla lega austriaca di poter reiscrivere la squadra: il 18 aprile 2025 tuttavia, arriverà la notizia che solo 6 società sulle 12 rimaste in ICE votarono per il ritorno nella lega dell'Asiago: mancando la maggioranza dei due terzi dei voti, la squadra stellata venne quindi estromessa definitivamente dal torneo e sarà costretta ad iscriversi in Alps Hockey League.

## Colori e simboli
Nonostante la casacca abbia subito nel corso degli anni numerose variazioni, l'uniforme di gioco tradizionale dell'HC Asiago, introdotta nel 1985, è una maglia gialla (blu o rossa in trasferta) costellata di stelle bianche (da qui il soprannome di stellati). I pantaloni sono normalmente in tinta con la maglia stessa oppure neri. La prima maglia dell'Asiago fu invece una divisa rossonera acquistata dai Diavoli Milano.

Oltre alla maglia stellata, in passato l'Asiago ha giocato anche con maglia granata (periodo sponsorizzazione Despar); nera (con inserti giallo-rossi) (periodo sponsorizzazione Velo Dalbrenta); maglia arancio-nera (epoca sponsor Laverda) ed anche con casacca bianco-verde (periodo sponsorizzazione Caoduro e, più di recente, Gran Moravia). Più di recente (anni 2000) l'Asiago ha giocato anche alcune stagioni con una maglia in prevalenza bianca.
L'emblema storico che rappresenta la squadra è la spatola di una stecca da hockey con la scritta dell'anno di fondazione (1935) e il nomeH.C. Asiago, simbolo ripreso dalla stagione 2012-13 quando l'Asiago assunse la nuova denominazione (in precedenza l'emblema usato era l'effigie di un leone). Dalla stagione 2025-26, la scritta bianca su sfondo rosso è stata sostituita dal colore bianco su sfondo blu: tale modifica si deve alla volontà di riprendere il logo originario, così disegnato nel 1953 dall'ex giocatore asiaghese Giorgio Ambrosini.

## Denominazioni e sponsorizzazioni
La squadra nel corso degli anni ha cambiato più volte la denominazione ufficiale, legandola di volta in volta ai diversi sponsor. Negli anni '70 l'Asiago fu sponsorizzato dalla Laverda, azienda vicentina produttrice di macchine agricole e delle omonime motociclette e in seguito dalla Despar (società olandese della grande distribuzione) mentre negli anni '80 si ricordano le sponsorizzazioni Velo Dalbrenta e Finestre Schüco e poi la collaborazione con EuroTv Telepadova (in seguito Italia 7), nata nel campionato 1985/86, che fu anche l'anno della prima finale playoff giocata dall'Asiago. Successivamente il main sponsor sarà la Caoduro (col quale vinse il primo trofeo della propria storia, la coppa Italia nel 1991), altra azienda vicentina, leader nella produzione di coperture trasparenti, mentre, dalla stagione 1993/94 e per i successivi 16 anni, sino al campionato 2008/09, la squadra fu sponsorizzata dal gruppo Unicomm della famiglia scledense Cestaro, prima col marchio A&O e poi (nelle ultime due stagioni e mezzo) Emisfero. Dal torneo 2009/10 al 2013/14 lo sponsor è stato invece la Migross, altra azienda (questa volta veronese) operante nel settore della grande distribuzione, tranne la parentesi della Continental Cup giocata nel 2013-14 allorquando l'Asiago fu sponsorizzato dalla Gran Moravia (azienda vicentina produttrice di prodotti caseari) appositamente per questa manifestazione. 

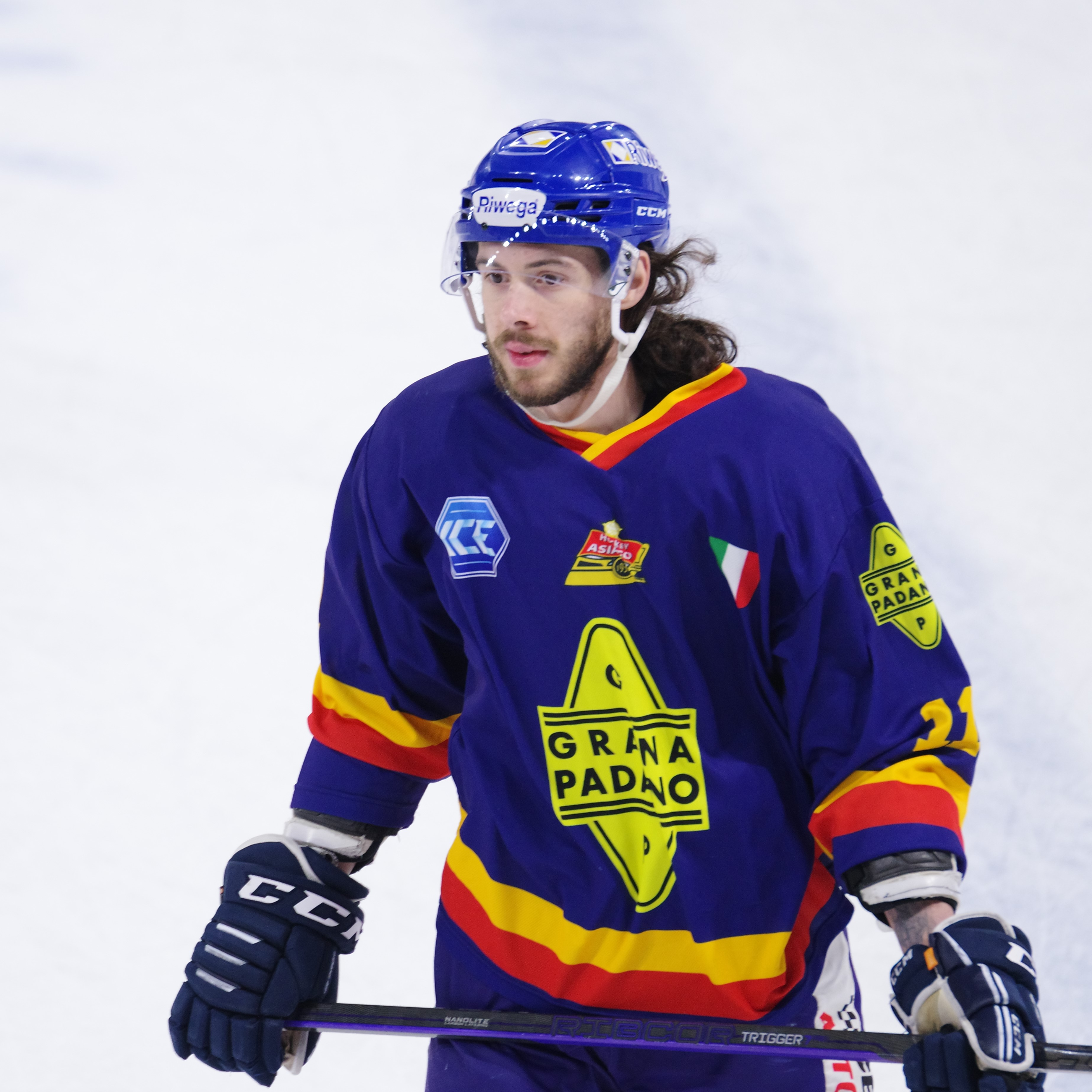
Giovanni Vallati dell'Asiago con la divisa d'allenamento per la SuperFinal di ContinentalCup del 2023

 Nella stagione 2014-2015, dopo aver giocato di fatto la prima parte della stagione senza sponsor (usando le maglie dell'anno precedente), lo sponsor principale divenne (per una sola giornata) la locale Rigoni di Asiago (che in precedenza aveva già sponsorizzato anche la maglia della Nazionale) e per il prosieguo della stagione il Consorzio fra i Caseifici dell'Altopiano di Asiago. Entrambi gli sponsor tuttavia non legarono ufficialmente il proprio nome alla squadra. L'anno successivo gli stellati giocarono ancora senza main sponsor, eccezion fatta per le partite di Continental Cup e di playoff, dove la squadra, nella competizione europea, come nell'ultima edizione da essa disputata, quella del 2013/14, giocò con sponsorizzazione Gran Moravia mentre nei playoff con sponsorizzazione Brazzale (azienda dello stesso marchio Gran Moravia). Nelle ultime stagioni lo sponsor principale dell'Asiago è tornato ad essere quello della Migross supermercati.

## Squadre affiliate
Il 19 settembre 2009 nasce da una costola dell'HC Asiago l'Asiago Hockey 1935, società che si stacca dalla prima squadra per occuparsi esclusivamente del settore giovanile, della serie C e del settore femminile. Dal luglio 2012, il nome della nuova società sarà assunto anche dalla società principale.
La squadra giovanile dell'Asiago, l'Amatori Asiago, dalla stagione 2010/11 assume invece la nuova denominazione in HC Roana. In passato l'Amatori Asiago ha disputato anche alcuni campionati di serie A2.

### Giovanili
L'Asiago partecipa ai campionati giovanili con le rappresentative che vanno dalla under-8 alla under-20.

### Farm Team
(Martin Pavlu)
Nella stagione 2005/06 il farm team dell'Asiago fu il Valpellice mentre, dopo alcuni anni di collaborazione ad opera dell'A.S. Hockey Pergine di Pergine Valsugana, nel 2010 e nel 2011 il farm team dell'HC Asiago è stato l'HC Feltreghiaccio di Feltre. Nella stagione 2011/2012 il farm-team è stato invece l'EV Bozen 84, la seconda squadra di Bolzano. Dopo un anno senza farm team (vi fu soltanto un accordo col Merano -farm team del Val Pusteria- per la cessione in prestito del giovane portiere Marozzi) dalla stagione 2013/14 è stato siglato un nuovo accordo di collaborazione con l'ASH Pergine. Nel 2022/23, al primo anno di Ice Hockey League a diventare farm team dell'Asiago è la SG Cortina, militante in serie A. Dalla stagione 2025/26, con l'Asiago ritornato in AHL e serie A, il nuovo farm team è tornato ad essere il Feltreghiaccio.

## Palaghiaccio

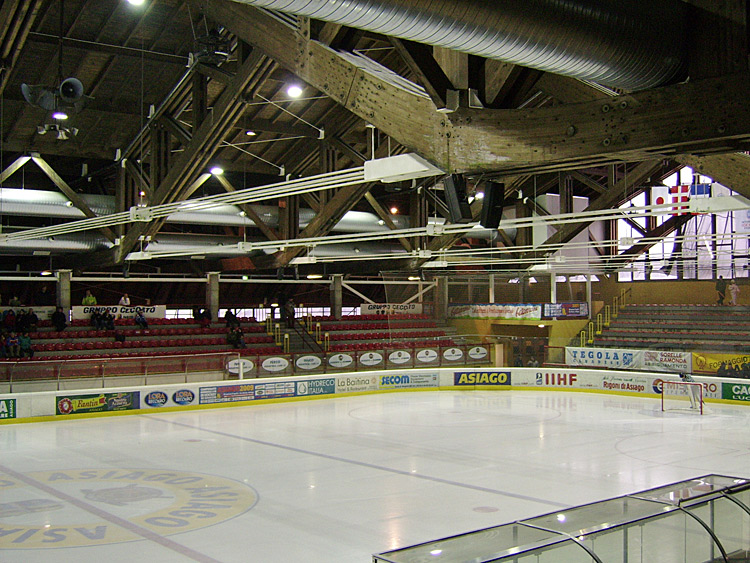
Lo stadio

Il palaghiaccio di Asiago, noto come Pala Hodegart (spesso erroneamente chiamato Odegar), è lo stadio del ghiaccio di Asiago nel quale vengono disputate le partite dell'Asiago Hockey a partire dalla stagione 1977/78. Proprio a causa della mancanza di un palazzetto l'Asiago nel 1976 venne retrocesso d'ufficio in serie B, campionato che comunque verrà subito vinto, con l'Asiago pronto per disputare nuovamente la serie A all'Hodegart costruito a tempo record.

Prima della costruzione del palaghiaccio, a partire dalla fine degli anni '40, le partite venivano infatti disputate sui campi da tennis ghiacciati della località "Millepini", mentre dal 1935 al 1950 si disputavano sul Lago Lumera (dal 1938 alcune partite vennero disputate su una pista realizzata sull'attuale campo da calcio "Zotti", denominata dagli appassionati "fossa dei serpenti", poi abbandonata per l'eccessivo irraggiamento solare), su una pista di metri 55x25. Le partite al Lumera venivano giocate tuttavia solo quando lo strato di ghiaccio era sufficientemente spesso, in alternativa infatti i giocatori si ritrovavano in altre località dove il ghiaccio era sufficientemente solido da permettere di giocare

Nel 1980 iniziano i lavori per la palazzina d'ingresso mentre nel 1985 quelli per la copertura in legno lamellare, ultimata l'anno seguente. Nel 1991 vengono costruite le attuali tribune e gli spogliatoi mentre nel 1996 hanno inizio i lavori di costruzione dell'11° capriata del tetto e per la chiusura perimetrale dell'impianto. Negli anni Duemila vengono costruite le nuove balaustre con i cristalli e quindi una serie di completamenti ed abbellimenti della palazzina d'ingresso (come la "sala VIP", molto frequentata da personaggi illustri come Roberto Baggio).

Il palaghiaccio, che consta di una capacità di circa 3.000 posti (di cui 1891 a sedere), sorge sul piazzale della ex stazione di Asiago della soppressa Ferrovia Rocchette-Asiago, a pochi passi dal centro cittadino, pressappoco nel luogo nel quale vi era la rimessa locomotive.

L'Hodegart sorge sull'omonima località, e lo stesso termine Hodegart deriva dal cimbro Hodegart, cioè orto (gart) di Höðr (Hoder), spirito della mitologia norrena (la presenza di toponimi di origine norrenica non è rara sull'Altopiano dei Sette Comuni).
A seguito dell'iscrizione dell'Asiago in Österreichische Eishockey-Liga avvenuta nel 2022, sono previsti dei lavori di ammodernamento di tutto l'impianto.

## Palmarès

### Competizioni nazionali
- Scudetti: 8

2000-01, 2009-10, 2010-11, 2012-13, 2014-15, 2019-20, 2020-21 e 2021-22
- Coppe Italia: 3

1991, 2000-01 e 2001-02
- Supercoppe italiane: 6

2003, 2013, 2015, 2020, 2021 e 2022
- Serie B: 2

1954-55 e 1976-77
- Serie C: 1

1967-68

### Competizioni internazionali
- Alps Hockey League: 2

2017-18 e 2021-22

## Onorificenze
- Stella d'oro al Merito Sportivo: 1987

## Cronistoria
Dalla stagione 1983/84 (anno di introduzione dei playoff nel campionato italiano) i piazzamenti in campionato tengono conto della posizione al termine degli stessi e non della posizione in regular season.

### Campionati nazionali
Partecipazioni nelle diverse serie del campionato italiano e del campionato austriaco. Nel campionato italiano, l'Asiago vi ha preso parte 77 volte (l'ultima alla quale fu iscritto era l'88ª edizione) e vengono conteggiate anche le presenze in AHL (campionato transfrontaliero istituito nel 2016/17 ma valevole anche per l'assegnazione del titolo di Campione d'Italia).

Dati aggiornati alla stagione 2024-25
| Livello | Categoria | Partecipazioni | Debutto   | Ultima stagione |
| ------- | --------- | -------------- | --------- | --------------- |
| 1º      | Serie A   | 58             | 1947-1948 | 2021-2022       |
| 2º      | Serie B   | ?              | 1938      | 1976-1977       |
| 3º      | Serie C   | ?              | ?         | 1967-1968       |
|         | TOTALE    | 77             | 1938      | 2021-2022       |

| Livello | Categoria                      | Partecipazioni | Debutto   | Ultima stagione |
| ------- | ------------------------------ | -------------- | --------- | --------------- |
| 1º      | Österreichische Eishockey-Liga | 3              | 2022-2023 | 2024-2025       |

## Competizioni europee
Tabella riassuntiva degli incontri nelle coppe europee disputati dall'HC Asiago.
La tabella tien conto delle sfide nelle coppe europee e non considera gli incontri in altre competizioni internazionali a carattere di campionato come ad esempio l'Alpenliga, il Torneo Sei Nazioni, l'Alps Hockey League o la ICE Hockey League.
| Stagione  | Competizione         | Città                                                           | Round                                                           | Club                                                            | Risultato                                                       |
| --------- | -------------------- | --------------------------------------------------------------- | --------------------------------------------------------------- | --------------------------------------------------------------- | --------------------------------------------------------------- |
| 2001-2002 | IIHF Continental Cup | Asiago                                                          | Semifinali – Gruppo N                                           | Keramin Minsk                                                   | 5-2                                                             |
| 2001-2002 | IIHF Continental Cup | Asiago                                                          | Semifinali – Gruppo N                                           | HCJ Milano Vipers                                               | 2-2                                                             |
| 2001-2002 | IIHF Continental Cup | Asiago                                                          | Semifinali – Gruppo N                                           | HC Lugano                                                       | 4-4                                                             |
| 2002-2003 | IIHF Continental Cup | Asiago                                                          | Semifinali – Gruppo K                                           | Keramin Minsk                                                   | 3-3                                                             |
| 2002-2003 | IIHF Continental Cup | Asiago                                                          | Semifinali – Gruppo K                                           | HDD Olimpija Ljubljana                                          | 3-2                                                             |
| 2002-2003 | IIHF Continental Cup | Asiago                                                          | Semifinali – Gruppo K                                           | Mikkelin Jukurit                                                | 1-2                                                             |
| 2003-2004 | IIHF Continental Cup | Rouen                                                           | Semifinali – Gruppo G                                           | Hockey Club Amiens Somme                                        | 2-3                                                             |
| 2003-2004 | IIHF Continental Cup | Rouen                                                           | Semifinali – Gruppo G                                           | Amsterdamsche Hockey                                            | 0-6                                                             |
| 2003-2004 | IIHF Continental Cup | Rouen                                                           | Semifinali – Gruppo G                                           | Rouen Hockey Élite 76                                           | 0-4                                                             |
| 2010-2011 | IIHF Continental Cup | Asiago                                                          | Semifinali – Gruppo E                                           | Sokil Kyiv                                                      | 4-3 dtr                                                         |
| 2010-2011 | IIHF Continental Cup | Asiago                                                          | Semifinali – Gruppo E                                           | SC Miercurea Ciuc                                               | 6-1                                                             |
| 2010-2011 | IIHF Continental Cup | Asiago                                                          | Semifinali – Gruppo E                                           | SønderjyskE Ishockey                                            | 3-4 dtr                                                         |
| 2011-2012 | IIHF Continental Cup | Herning                                                         | Semifinali – Gruppo D                                           | Sheffield Steelers                                              | 4-3 dtr                                                         |
| 2011-2012 | IIHF Continental Cup | Herning                                                         | Semifinali – Gruppo D                                           | Dunaújvárosi Acélbikák                                          | 3-2                                                             |
| 2011-2012 | IIHF Continental Cup | Herning                                                         | Semifinali – Gruppo D                                           | Herning Blue Fox                                                | 2-3 dts                                                         |
| 2011-2012 | IIHF Continental Cup | Rouen                                                           | SuperFinal                                                      | Rouen Hockey Élite 76                                           | 0-6                                                             |
| 2011-2012 | IIHF Continental Cup | Rouen                                                           | SuperFinal                                                      | HK Donbas                                                       | 2-6                                                             |
| 2011-2012 | IIHF Continental Cup | Rouen                                                           | SuperFinal                                                      | Junost Minsk                                                    | 1-4                                                             |
| 2013-2014 | IIHF Continental Cup | Asiago                                                          | Semifinali – Gruppo D                                           | Yertis Pavlodar                                                 | 3-1                                                             |
| 2013-2014 | IIHF Continental Cup | Asiago                                                          | Semifinali – Gruppo D                                           | Toros Neftekamsk                                                | 6-2                                                             |
| 2013-2014 | IIHF Continental Cup | Asiago                                                          | Semifinali – Gruppo D                                           | Nottingham Panthers                                             | 3-2                                                             |
| 2013-2014 | IIHF Continental Cup | Rouen                                                           | SuperFinal                                                      | Rouen Hockey Élite 76                                           | 6-0                                                             |
| 2013-2014 | IIHF Continental Cup | Rouen                                                           | SuperFinal                                                      | HK Donbas                                                       | 1-5                                                             |
| 2013-2014 | IIHF Continental Cup | Rouen                                                           | SuperFinal                                                      | Stavanger Oilers                                                | 2-7                                                             |
| 2015-2016 | IIHF Continental Cup | Asiago                                                          | Semifinali – Gruppo D                                           | Herning Blue Fox                                                | 1-2 dtr                                                         |
| 2015-2016 | IIHF Continental Cup | Asiago                                                          | Semifinali – Gruppo D                                           | Yertis Pavlodar                                                 | 3-2                                                             |
| 2015-2016 | IIHF Continental Cup | Asiago                                                          | Semifinali – Gruppo D                                           | HK Mogo                                                         | 4-0                                                             |
| 2015-2016 | IIHF Continental Cup | Rouen                                                           | SuperFinal                                                      | Rouen Hockey Élite 76                                           | 2-4                                                             |
| 2015-2016 | IIHF Continental Cup | Rouen                                                           | SuperFinal                                                      | Herning Blue Fox                                                | 0-4                                                             |
| 2015-2016 | IIHF Continental Cup | Rouen                                                           | SuperFinal                                                      | GKS Tychy                                                       | 4-2                                                             |
| 2020-2021 | IIHF Continental Cup | Asiago qualificato ma torneo annullato per epidemia di covid-19 | Asiago qualificato ma torneo annullato per epidemia di covid-19 | Asiago qualificato ma torneo annullato per epidemia di covid-19 | Asiago qualificato ma torneo annullato per epidemia di covid-19 |
| 2021-2022 | IIHF Continental Cup | Amiens                                                          | secondo turno                                                   | HDD Jesenice                                                    | 4-3                                                             |
| 2021-2022 | IIHF Continental Cup | Amiens                                                          | secondo turno                                                   | Corona Brașov                                                   | 4-2                                                             |
| 2021-2022 | IIHF Continental Cup | Amiens                                                          | secondo turno                                                   | Gothiques d'Amiens                                              | 3-2                                                             |
| 2021-2022 | IIHF Continental Cup | Cracovia                                                        | terzo turno                                                     | Saryarka Karagandy                                              | 4-2                                                             |
| 2021-2022 | IIHF Continental Cup | Cracovia                                                        | terzo turno                                                     | HK Poprad                                                       | 1-3                                                             |
| 2021-2022 | IIHF Continental Cup | Cracovia                                                        | terzo turno                                                     | KS Cracovia                                                     | 3-4 OT                                                          |
| 2022-2023 | IIHF Continental Cup | Asiago                                                          | secondo turno                                                   | Hokejaški Klub Vojvodina                                        | 14-1                                                            |
| 2022-2023 | IIHF Continental Cup | Asiago                                                          | secondo turno                                                   | Buz Adam Istanbul                                               | 9-2                                                             |
| 2022-2023 | IIHF Continental Cup | Asiago                                                          | secondo turno                                                   | HDD Jesenice                                                    | 5-2                                                             |
| 2022-2023 | IIHF Continental Cup | Nitra                                                           | Semifinale                                                      | HK Nitra                                                        | 2-5                                                             |
| 2022-2023 | IIHF Continental Cup | Nitra                                                           | Semifinale                                                      | Unia Oswiecim                                                   | 4-3                                                             |
| 2022-2023 | IIHF Continental Cup | Nitra                                                           | Semifinale                                                      | HK Kremenchuk                                                   | 5-0                                                             |
| 2022-2023 | IIHF Continental Cup | Angers                                                          | SuperFinal                                                      | HK Nitra                                                        | 2-5                                                             |
| 2022-2023 | IIHF Continental Cup | Angers                                                          | SuperFinal                                                      | Cardiff Devils                                                  | 1-7                                                             |
| 2022-2023 | IIHF Continental Cup | Angers                                                          | SuperFinal                                                      | Ducs d'Angers                                                   | 3-2 dts                                                         |

## Roster 2025/2026

### Portieri
- 01  Rudy Rigoni
- 31  Jacopo Tomasello
- 31  Riccardo Santangelo
- 37  Justin Fazio

### Difensori
- 02  Francesco Forte
- 04  Gregorio Gios
- 11  Giovanni Vallati
- 17  Lorenzo Casetti
- 21  Robert Calisti
- 41  Michele Forte
- 44  Gabriele Parini
- 55  Jason Fram
- 63  Steven Bellini
- 89  Filippo Rigoni

### Attaccanti
- 09  Ryan Valentini
- 10  Alessandro Parco
- 15  Andrea Miglioranzi
- 16  Michele Stevan
- 18  Nicholas Moutrey
- 19  Filippo Rigoni
- 20  Fallou Mbow
- 21  Matteo Gennaro
- 25  Giacomo Marcazzan
- 37  Lucas Chiodo
- 53  Sergio Benetti
- 71  Nicholas Porco
- 95  Marco Magnabosco

### Allenatore
- John Parco

## Giocatori

### Maglie ritirate
- Il difensore di stecca destra Darcy Robinson è deceduto il 27 settembre 2007 durante la prima partita di campionato per un improvviso attacco di cuore. La società decise in seguito di ritirarne il numero di maglia e di esporre all'entrata dello stadio una grande maglia giallorossa recante il suo numero, il 5.
- L'attaccante Lucio Topatigh, cresciuto nell'Asiago, nel 2015 è stato inserito nella Hall of Fame della IIHF (prestigiosa onorificenza concessa soltanto ad un altro giocatore di scuola italiana), da qui l'intenzione della società di ritirarne il numero (con una cerimonia organizzata il 28 dicembre 2014, pochi giorni dopo l'annuncio del premio dato dalla Federazione internazionale).

### Vivaio
Tra i numerosi giocatori usciti dal vivaio asiaghese vanno ricordati:
- Michele Strazzabosco, primo giocatore di scuola italiana ad essere stato convocato per un training camp da una squadra della National Hockey League[17].
- Lucio Topatigh, universalmente considerato il più forte giocatore di scuola italiana di sempre,[7] secondo giocatore della storia dell'hockey italiano a venir inserito nella Hall of Fame della IIHF[18].
- Alessandro Segafredo, giocatore cresciuto nelle giovanili dell'Asiago e che con i ZSC Lions di Zurigo nel 2025 ha vinto il campionato svizzero e la Champions Hockey League

### Record di punti
N.B.: Sono escluse dalle statistiche le presenze durante i playoff scudetto e nelle competizioni sia nazionali che internazionali - in grassetto i giocatori ancora nel roster dell'Asiago.
I dati non sono completi ma si basano solo sui campionati più recenti.
| Naz.                                  | Giocatore          | PG  | G   | A   | TP  |
| ------------------------------------- | ------------------ | --- | --- | --- | --- |
| Canada (bandiera) · Italia (bandiera) | Mario Simioni      | 284 | 390 | 343 | 733 |
| Canada (bandiera) · Italia (bandiera) | Santino Pellegrino | 241 | 313 | 315 | 628 |
| Italia (bandiera)                     | Lucio Topatigh     | 340 | 203 | 256 | 459 |
| Canada (bandiera) · Italia (bandiera) | John Parco         | 332 | 143 | 192 | 335 |
| Canada (bandiera)                     | Layne Ulmer        | 266 | 148 | 177 | 325 |
| Italia (bandiera)                     | Andrea Gios        | 308 | 74  | 246 | 320 |
| Canada (bandiera) · Italia (bandiera) | Dave Borrelli      | 316 | 128 | 189 | 317 |
| Canada (bandiera) · Italia (bandiera) | Sean Bentivoglio   | 203 | 99  | 207 | 306 |
| Italia (bandiera)                     | Giorgio De Bettin  | 276 | 113 | 178 | 291 |
| Italia (bandiera)                     | Luca Rigoni        | 492 | 106 | 181 | 287 |

PG: partite giocate con l'Asiago Hockey nel campionato italiano (playoff e competizioni nazionali ed internazionali esclusi)

G: goal

A: assist

TP: totale punti

### Stranieri dell'Asiago
Di seguito l'elenco dei 280 giocatori stranieri che sono stati ingaggiati dall'Asiago Hockey a partire dalla stagione 1968/69.

Dati aggiornati al 06/01/2025
| #   | Nazionalità    | Giocatori |
| --- | -------------- | --- |
| 209 | Canada         | Jerry Hudson, Larry Hutchinson, Jerry Lacasse, Mike Hubbert, Bob Read, Mario Pugliese, Larry Israelson, Dave Jack, Ric Jordan, Steve Cupolo, Wayne Bianchin, Frank Gallo, Tom Milani, John Bellio, Bob De Piero, Santino Pellegrino, Cary Farelli, Kim Gellert, Nick Sanza, Dale Derkatch, Mario Simioni, Hilton Ruggles, Angelo Catenaro, Tim Krug, Blaine Stoughton, Bob Sullivan, Albert Di Fazio, Jim Camazzola, Taylor Hall, Mitch Lamoreaux, Perry John Turnbull, Tom McCarthy, Mike Zanier, Mark Cupolo, Cliff Ronning, Ken Yaremchuk, Mario Brunetta, Greg Hawgood, Doug Wickenheiser, Mario Cerri, Tim Armstrong, Antonio Armando Savarin, Steve Graves, Ken Linseman, Mark Montanari, Ray Podloski, John Parco, John Tucker, Marco Iannuzzi, Emanuele Butera, Frank Di Muzio, Jason Cirone, Angelo Maggio, Tony Cimellaro, Mark Kaufmann, Bruno Campese, Domenic Amodeo, Andy Rymsha, Dave Doucette, Daniel Del Monte, Mario Nobili, Chris Longo, Trevor Sim, Frank Pietrangelo, Francesco De Santis, Gino Pulente, John Wynne, Joe Ciccarello, Kevin Miehm, Sandro Pisani, Jason Trinetti, Frederic Teeder Wynne, Jason Elders, Jean Baptiste Dell'Olio, Kim Maier, Mike Torchia, Brett Colborne, Christian Proulx, John Bossio, Agostino Casale, Trevor Gallant, Anthony Iob, Michel Mongeau, Dominic Perna, Reginald Savage, Carmine Vani, François Gravel, Chad Biafore, Dave Craievich, Patrick Deraspe, Eric Lecompte, Steve Palmer, Mike Burman, Martin Gendron, Eric Houde, David Di Gironimo, Dany Bousquet, Mark Coletta, Richard Laplante, Michael De Angelis, Domenic Parlatore, Adam Colagiacomo, Matthieu Descoteaux, Giulio Scandella, Jeff Ricciardi, Maurizio Bortolussi, Adam Russo, Mathieu Dandenault, Stephane Quintal, David Cooper, Franco Narcisi, Fernando Pisani, Rico Fata, Daniel Gauthier, Scott Ricci, Darcy Robinson, Kyle Rossiter, Jason Tessier, Carter Trevisani, Pat Iannone, Jordan Bianchin, Jonathan Pittis, Nick Romano, Ryan Robinson, Mike D'Alessandro, Nathan Forster, Matthew Iannetta, Chris Leinweber, Daniel Bellissimo, Trevor Johnson, Dave McIsaac, Nick Plastino, Dave Borrelli, Francesco DeFrenza, Chris Stanley, Luciano Aquino, Ryan Menei, Daniel Pegoraro, Ralph Intranuovo, Layne Ulmer, Vince Bellissimo, Michael Henrich, Andrew Perugini, Adam Henrich, Anthony Grieco, Drew Fata, Matthew MacDonald, Julian Zamparo, Sean Bentivoglio, Jason Pitton, Josh Tordjman, Vincenzo Marozzi, Dan Sullivan, Davide Nicoletti, Paul Zanette, Chris DiDomenico, Tyler Plante, Jeremy Rebek, André Signoretti, Marc Zanette, Nick Ross, Scott Hotham, Taylor Carnevale, Anthony Nigro, Mike Sullivan, Chris Carrozzi, Anthony Luciani, Frédéric Cloutier, Krystofer Kolanos, Alex Gellert, Phil Pietroniro, Chad Pietroniro, Anthony Bardaro, Marco Rosa, Stephen Pietrobon, Cameron Ginnetti, Vince Loschiavo, Steve McParland, Daniel Tedesco, Louie Caporusso, Daniel Mantenuto, Stefano Giliati, Steven Iacobellis, Anthony Salinitri, Giordano Finoro, Justin Fazio, Giovanni Vallati, Randy Gazzola, Troy Rutkowski, Nicholas Porco, Bryce Misley, Luke Moncada, Adam Mascherin, Allan McShane, Mark Simpson, Samson Mahbod, Matteo Gennaro, Alex Ierullo, Evan Cowley, Carter Turnbull, Nick Moutrey, Matt Cairns, Adam Rockwood, Jason Fram, Tanner Kaspick, Angelo Miceli, Marco Costantini |
| 32  | Stati Uniti    | Patrick DeMarchi, Mark Stuckey, Dave Tomassoni, Tom Ross, Guido Tenisi, Gerard Ciarcia, Patrick Micheletti, David Franzosa, Tony Szabo, Greg Burke, Michael Kelleher, Kent Salfi, Cory Laylin, Joe Bianchi, Tony Tuzzolino, Mike Omicioli, Drew Omicioli, Cliff Loya, Damian Surma, Matt De Marchi, Joe Zappala, John Vigilante, Jeff Lerg, Kevin DeVergilio, Colin Long, Mark Naclerio, Robbie Bina, Brandon McNally, Nicholas Saracino, Hunter Warner, William Rapuzzi, Philip Beaulieu |
| 10  | Finlandia      | Lasse Oksanen, Tommy Grönlund, Mika Kortelainen, Marko Kuikka, Veli-Pekka Hård, Lauri Kinos, Henri Laurila, Mika Lehtinen, Emil Oksanen, Karolus Kaarlehto, Riccardo Santangelo |
| 5   | Russia         | Igor Stelnov, Vyacheslav Uvayev, Alexander Yudin, Sergei Ivanov, Oleg Maltsev |
| 4   | Svezia         | Jens Hellgren, Mikael Tjälldén, Stefan Bergkvist, Calle Bergström |
| 4   | Svizzera       | Marco Streit, Didier Schafer, Flavio Streit, Claudio Isabella |
| 4   | Slovenia       | Ivo Jan, Albin Felc, Gorazd Hiti, Sabahudin Kovačevič |
| 4   | Rep. Ceca      | Ladislav Benýšek, Adam Sedlák, Radovan Gabri, Aleš Sova |
| 3   | Lettonia       | Vadims Romanovskis, Vitalijs Galuzo, Aigars Cipruss |
| 2   | Slovacchia     | Jozef Foltin, Marek Vankus |
| 1   | Cecoslovacchia | Dušan Pašek |
| 1   | Ucraina        | Aleksander Vasylevsky |
| 1   | Bielorussia    | Alexander Galchenyuk |
| 1   | Ungheria       | Levente Szuper |
| 1   | Jugoslavia     | Mustafa Bešić |

## Allenatori
- 1935:  Giuseppe Timpano

?

?

?

?

?

- 1952-53:  Willy Seidler

?

?

?

?

?

- 1976-77:  Mario Lievore
- 1977-78:  Werner Holzner

?

?

?

?

- 1983-84:  Gianfranco Da Rin
- 1984-85: ?
- 1985-86:  Gary Davidson
- 1986-87: ?
- 1987-88: ?
- 1988-89: ?
- 1989-90:  Ron Chipperfield
- 1990-91:  Mike McNamara →  Tony Zappia
- 1991-92:  Tony Zappia →  Dave Chambers
- 1992-93:  Paul Arsenault →  Douglas Mason
- 1993-94:  Pavel Kaučič
- 1994-95:  Jeff Brick
- 1995-97:  Dale McCourt
- 1997-98:  Bruno Baseotto
- 1998-99:  Bruno Baseotto →  Bob Manno
- 1999-00:   Pat Cortina

- 2000-03:  Benoît Laporte
- 2003-04:  Paulin Bordeleau
- 2004-05:  Heikke Leime →  Paul Theriault →  Angelo Roffo
- 2005-06:  Tony Martino
- 2006-07:  Enio Sacilotto →  John Tucker
- 2007-09:  Jim Camazzola
- 2009-10:  John Harrington
- 2010-11:  John Harrington +  John Tucker +  Franco Vellar
- 2010-12:  John Tucker +  John Parco
- 2011-15:  John Parco +  Franco Vellar
- 2015-16:  Patrice Lefebvre
- 2016-ottobre 2018:  Tom Barrasso → ottobre 2018:  Scott Beattie → novembre 2018-2019:  Ron Ivany
- 2019-gennaio 2020:  Barry Smith → gennaio 2020:  Petri Mattila
- gennaio 2020-dicembre 2021:  Petri Mattila
- gennaio 2022-aprile 2024:  Tom Barrasso
- maggio 2024-dicembre 2024:  Ron Fogarty
- dicembre 2024-aprile 2025:  Giorgio De Bettin
- maggio 2025-oggi:  John Parco

## Presidenti
?

?

?

- 1950 - ????:  Alessandro Rampazzo

?

?

?

?

- ???? - ????:  Corrado Corradin
- ???? - 1991:  Mario Lievore
- 1991 - ????:  Paolo Caoduro
- 1997 - 1998:  Fabrizio Benetti
- 1998 - 2001:  Alessandro Gatti
- 2001 - 2012:  Piercarlo Mantovani
- 2012 - 2014:  Enrico Vescovi
- 2014 - marzo 2025:  Piercarlo Mantovani
- aprile 2025 - oggi:  Mario Lievore

## Tifo organizzato
I tifosi dell'Asiago vivono un'accesa rivalità soprattutto con le squadre del Cortina, Milano, Bolzano e, più di recente, Val Pusteria, per ragioni storiche e campanilistiche. Infatti per la vicinanza geografica e per un rapporto d'amicizia con l'Alleghe Hockey vi è una rivalità con l'altra importante squadra veneta, il Cortina; mentre, soprattutto per le sfide scudetto del passato, vi è una rivalità con il Milano e con le due squadre altoatesine (col Val Pusteria dagli ultimi anni).

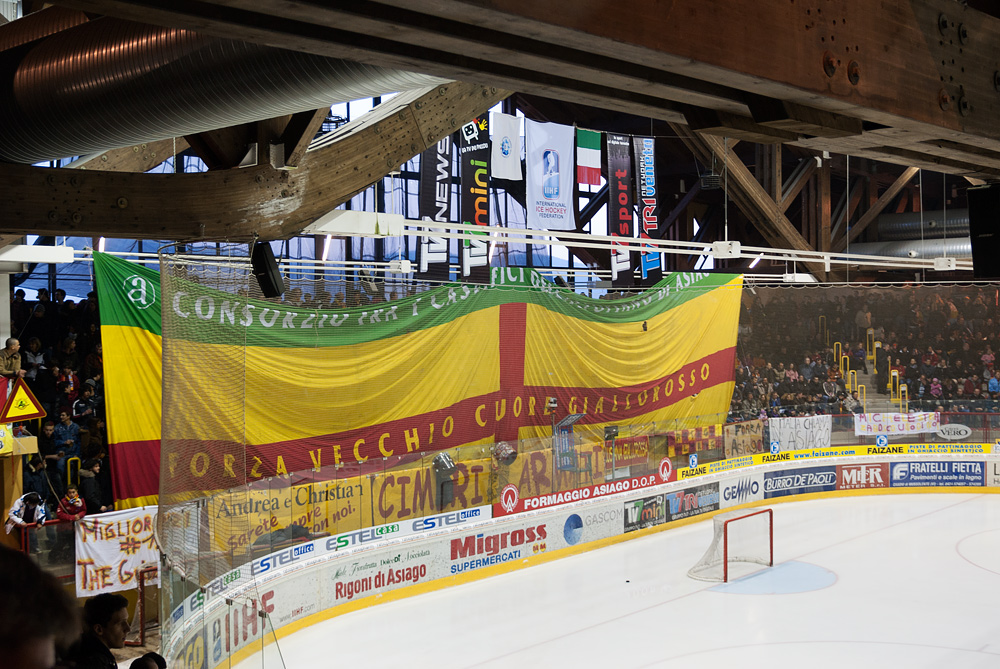
Curva dei sostenitori dell'Asiago prima di una partita

Il cuore del tifo organizzato della squadra vicentina è la "Curva Sud", ritrovo dei tifosi più accesi. A seguire le partite dell'Asiago vi è anche un buon numero di sostenitori (stimabile nel 60% degli spettatori) che salgono sull'Altopiano dalla pianura veneta.

### Gruppi di tifosi e gruppi ultras
- Inferno Giallorosso: risiedevano in Curva Sud. Fu il primo gruppo di tifo organizzato ad Asiago.
- Slegar Commando Asiago: fondati nel 1989 e sciolti nel 1999. Risiedevano in Curva Sud.
- Cimbri Armati: fondati nel 1999 e sciolti nel 2014. Risiedevano in Curva Sud.
- Guardiani dell'Odegar: fondati nell'estate 2014 a seguito dello scioglimento dei Cimbri Armati. Risiedono in Curva Sud.
- Lusiana Giallorossa: nati nel 2009 da una costola dei Cimbri Armati, costituiti essenzialmente da ragazzi provenienti dalla zona sud dell'Altopiano, risiedono in Curva Sud.
- Ragazzacce: risiedevano in Curva Sud.
- Valstagna Ultrà: risiedevano in Curva Sud.
- Guardoni dell'Odegar: nati nel 2015 tra la tribuna stampa dello stadio e Facebook.
- Ignorant Ledis: gruppo di ragazze nato nella primavera del 2016 e ufficiale dal settembre dello stesso anno. Risiedono in Curva Sud.